# 57e Rue
La 57e Rue (57th Street en anglais) est une voie de New York.

## Situation et accès
Cette rue de l'arrondissement de Manhattan (plus précisément Midtown), traverse d'est en ouest Manhattan, depuis le dock du New York City Department of Sanitation jusqu'à East River au niveau de la Franklin D. Roosevelt Drive.
Elle est située deux rues au sud de Central Park. 
La rue est célèbre pour ses galeries d'art prestigieuses, ses restaurants et ses hôtels. 
Une section de la rue est surnommée Billionaires' Row en raison du luxe des immeubles (dont la Trump Tower) qui y sont implantés avec vue sur Central Park.

## Origine du nom
La 57e Rue, tire son nom tout simplement de sa position dans le plan en damier de Manhattan établi en 1811. 
Le chiffre « 57 » indique sa position dans la grille est-ouest, entre la 56e et la 58e Rue.

## Historique
Elle fait partie du Commissioners' Plan de 1811.

## Bâtiments remarquables et lieux de mémoire
- Fortunoff au niveau de la Cinquième Avenue.
- Tiffany & Co., au croisement avec la Cinquième Avenue[1].
- No 57 : Four Seasons Hotel entre Madison et Park Avenues.
- No 109 : Steinway Hall, salle de concert.
- No 111 : Steinway Tower, gratte-ciel.
- No 117 : The Galliera, immeuble en copropriété. 
  - En 1997 le magicien David Copperfield y fait l’acquisition d’un quadruplex de 1 400 m2, situé aux derniers étages de l’immeuble, pour la somme de 7,4 millions de dollars. Il quitte cet appartement en 2018, le laissant peu à peu se dégrader. La copropriété lui réclame alors des dommages à hauteur de 7,5 millions de dollars, arguant du fait que l’état d’abandon de l’appartement menace l’intégrité de l’ensemble du bâtiment.
  - C’est en tombant d'une fenêtre de ce même immeuble que le fils du guitariste britannique Eric Clapton, alors âgé de quatre ans, s'est tué en 1991[2].
- No 355 : studio Tommy Hilfiger.